# Observatori Konkoly
L'observatori Konkoly és propietat de l'Acadèmia de Ciències d'Hongria, institució que també opera les seves instal·lacions. Es troba en Svábhegyi Budapest, Hongria. Va ser fundat en 1871 per Miklos Konkoly-Thege com el seu observatori privat.
El telescopi principal de l'observatori des de 1975 és un reflector de 102 cm de diàmetre. Fins a aquest any, havia estat el reflector de 60 cm.
Des de les seves instal·lacions, l'astrònom György Kulin (1905-1989) va descobrir 21 asteroides entre 1936 i 1941. Una altra figura destacada que va treballar en Konkoly va ser László Detre (1906-1974), astrònom especialista en estels variables i director de l'observatori durant molts anys.
Té el codi 561 de la Unió Astronòmica Internacional.